# Váradi Goia János
Váradi Goia János (Kolozsvár, 1946. április 14. –) erdélyi magyar orvos, lélektani szakíró.

## Életútja, munkássága
Középiskoláit szülővárosában végezte, majd orvosi diplomát szerzett a marosvásárhelyi OGYI-n (1969), később a BBTE Jogi Karán (1983); közben diplomázott a kolozsvári Népi Művészeti Iskolában is, festészet és zongora szakon.
1973–76 között a kolozsvári Elmegyógyászati Klinika szakorvosa, majd megszervezője és vezető szakorvosa a dési Municípiumi Kórház pszichiátriai osztályának (1976–79). Ezt követően 1982-ig a borsai krónikus elmegyógyászati kórház vezetője, 1982-től Bánffyhunyadon pszichiátriai szakorvos, előbb a pszichiátriai kabinetnek, majd a kórház pszichiátriai részlegének (1994) megszervezője.
1990-ben rövid ideig politikai szerepet is vállalt: Kolozsváron pártot alapított Magyar–Román Demokrata Párt néven.
Cikkeit, tanulmányait az Erdélyi Napló, Kalotaszeg, Tribuna Ardealului, Atlas, Pro Europa, Clujul Liber hasábjain közli magyar és román nyelven. Ismeretterjesztő előadásaival gyakran szerepel a Kolozsvári Rádióban és televízióban.

## Kötetei
- A szexualitás filozófiai értékelése (Kolozsvár, 1999)
- Un ghid al autocunoaşterii şi conduitei vieţii psihice (Kolozsvár,  2004)